# National Motor Museum, Beaulieu
El National Motor Museum, Beaulieu (originalmente Montagu Motor Museum; en español Museo Nacional del Motor de Beaulieu) está situado en el pueblo de Beaulieu, en el corazón de New Forest, perteneciente al condado inglés de Hampshire.

## Historia

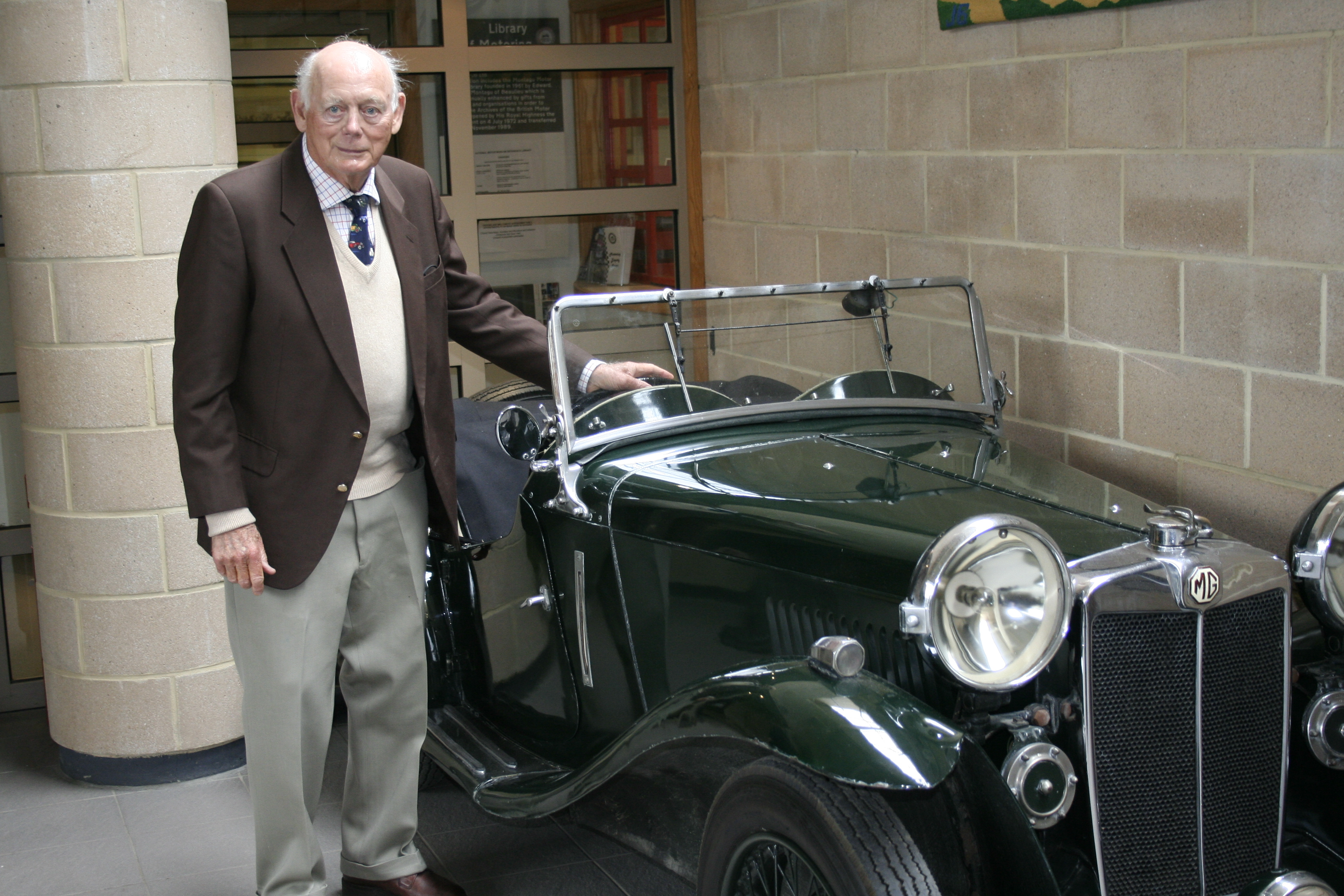
Lord Montagu con uno de sus MG clásicos (2007)

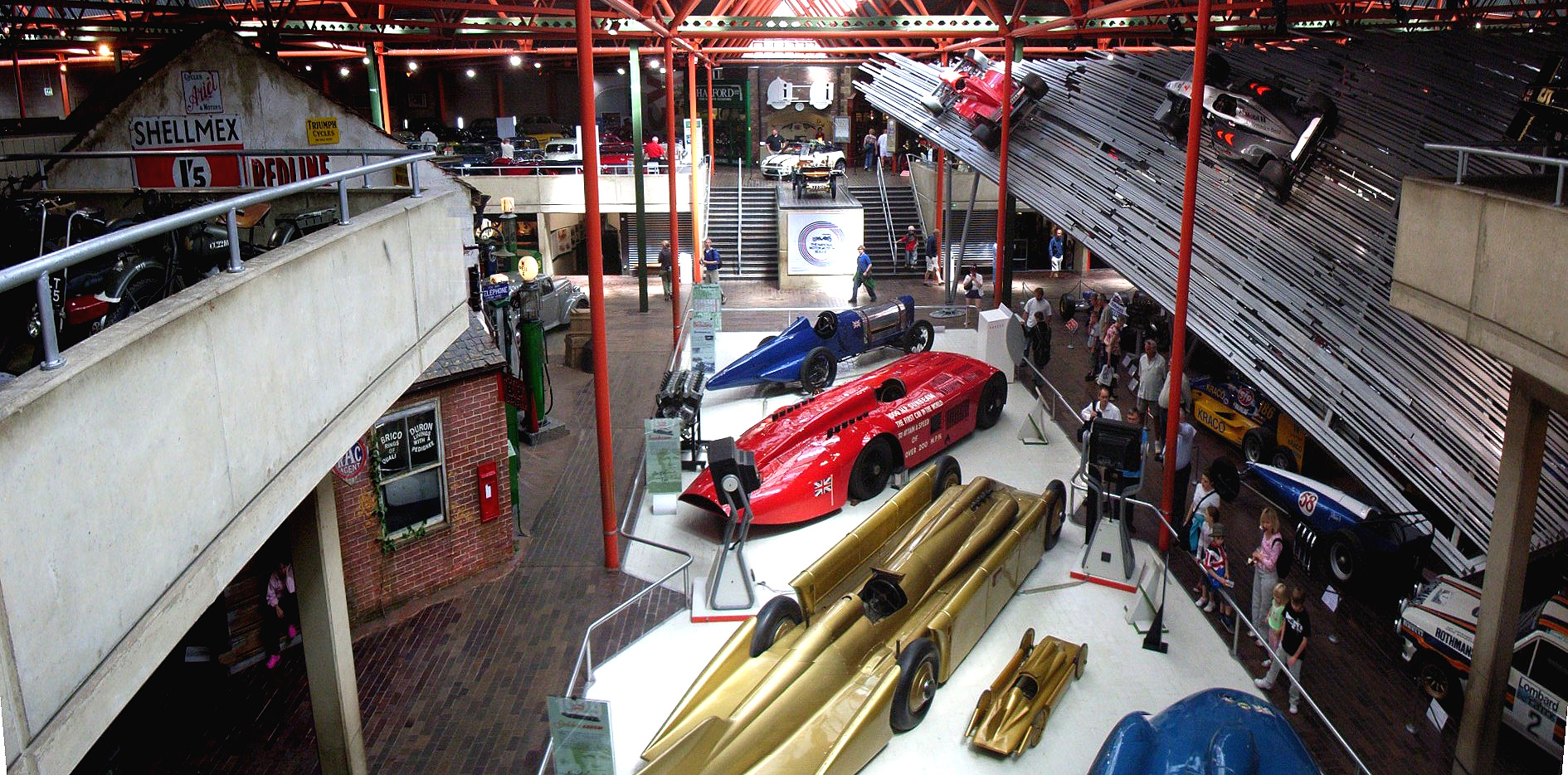
National Motor Museum, Beaulieu. Sala principal.

El museo fue fundado en 1952 por Edward Douglas-Scott-Montagu, 3.er Barón Montagu de Beaulieu, como un homenaje a su padre, uno de los grandes pioneros del automovilismo en el Reino Unido. Su padre fue la primera persona en conducir un automóvil en el patio del Palacio de Westminster y quien introdujo al rey Eduardo VII (entonces Príncipe de Gales) a su afición por el automovilismo durante la década de 1890.
Al principio, el museo consistía en solo cinco automóviles y una pequeña colección de recuerdos ligados al mundo del motor exhibida en el vestíbulo de la casa ancestral de Lord Montagu, Palace House, pero la popularidad de esta pequeña exhibición se hizo tan grande que la colección pronto desbordó su hogar y tuvo que ser transferida a cobertizos de madera situados en los terrenos de la propiedad. 
La reputación y la popularidad de la colección Beaulieu siguieron creciendo: durante 1959 las "cifras de asistencia" del museo alcanzaron los 296.909 visitantes.
En 1964, la asistencia anual superó el medio millón de personas y se tomó la decisión de crear un edificio construido especialmente para el museo en los terrenos de la propiedad de Beaulieu. Se creó un comité de diseño presidido por el arquitecto Sir Hugh Casson para dirigir el proyecto, y el arquitecto Leonard Manasseh recibió el encargo de diseñar el nuevo edificio,, que fue principalmente obra de su socio Ian Baker.
En 1972, la colección superó las 300 piezas exhibidas. En una ceremonia realizada por el Duque de Kent, el nuevo edificio del museo especialmente construido en el parque que rodeaba la Casa del Palacio se inauguró el 4 de julio de 1972: el nombre fue cambiado al de "Museo Nacional del Motor", reflejando un cambio de estatus de una colección privada a una fundación benéfica y destacando el objetivo declarado de Montagu de proporcionar a Gran Bretaña un Museo Nacional del Motor "digno de los grandes logros de su industria automovilística". La inauguración del museo coincidió con el lanzamiento en el Reino Unido del Jaguar XJ12, en una semana realmente apropiada para celebrar los logros de la industria del motor en el Reino Unido. El museo está dirigido por el National Motor Museum Trust Ltd, una organización benéfica registrada.
Una característica inusual del nuevo edificio del museo inaugurado en 1972 es el National Motor Museum Monorail que pasa por su interior. Está inspirado en el tren ligero instalado en el Pabellón de los Estados Unidos en la Exposición Universal de Montreal (1967).

## El museo en la actualidad

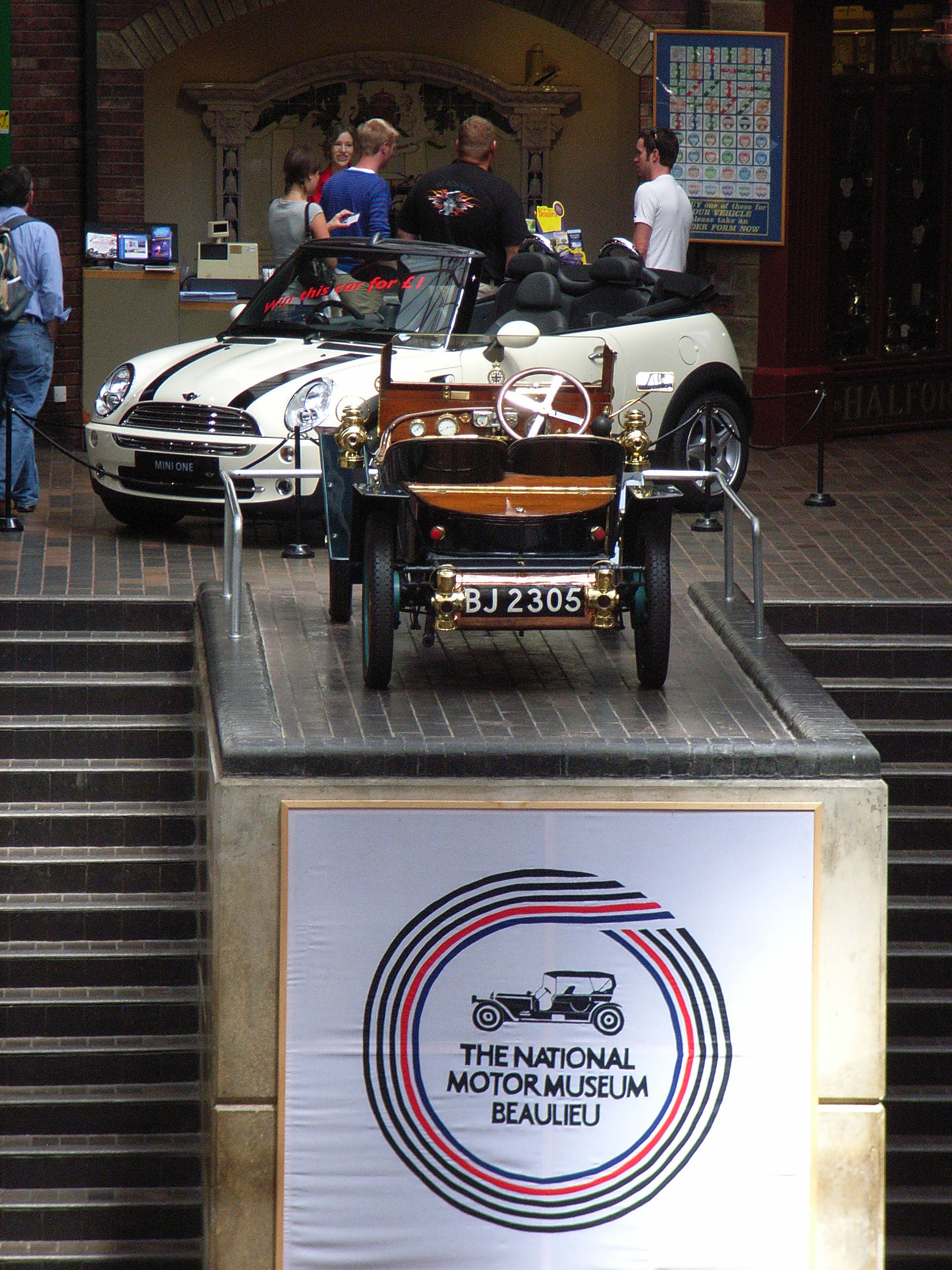
Uno de los vehículos exhibidos: un Bugatti Type 15 de 1910.

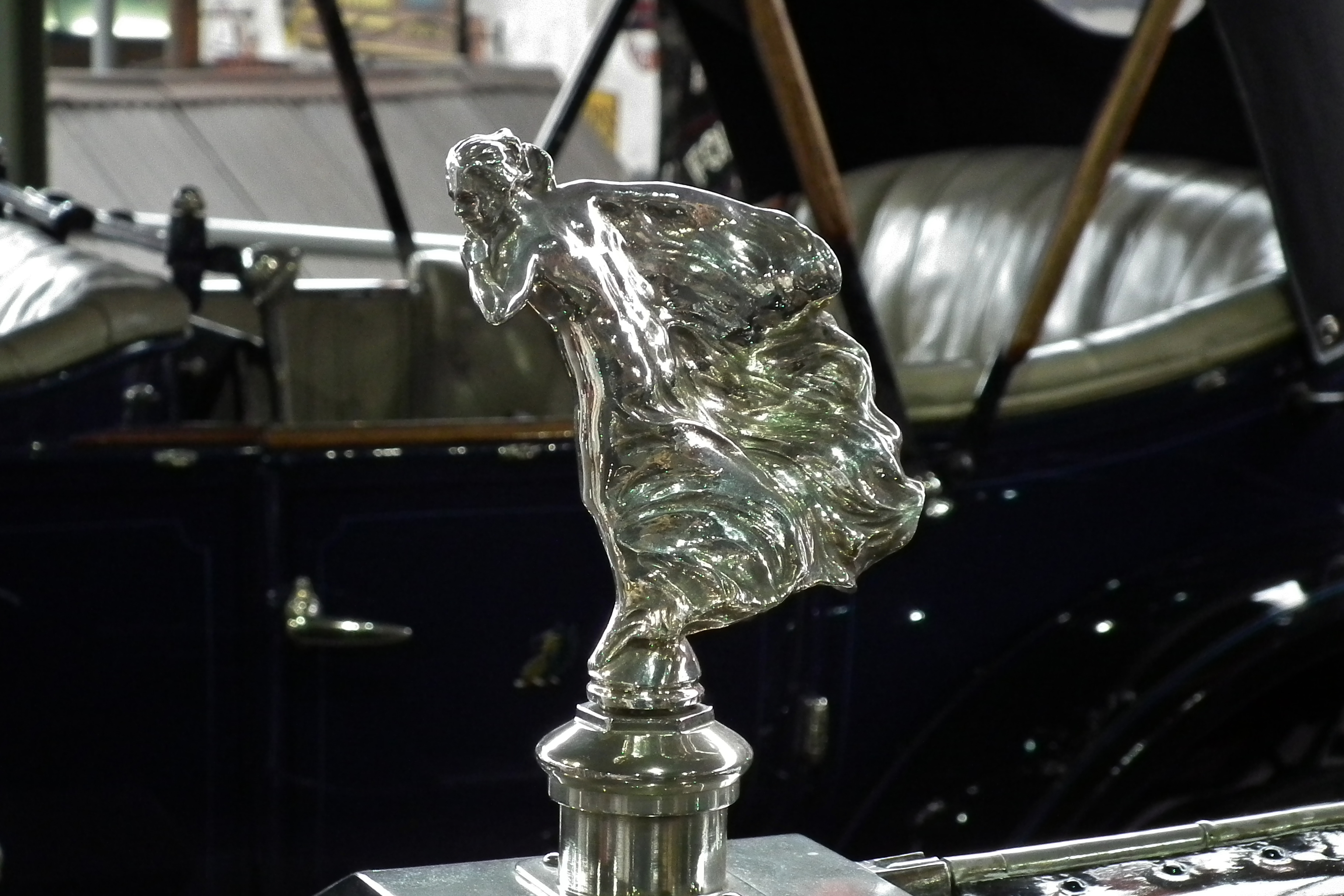
"The Whisper"

Véase Anexo:Vehículos del National Motor Museum, Beaulieu
Hoy, además de alrededor de 250 vehículos fabricados desde finales del siglo XIX, el museo posee una colección de libros de automovilismo, revistas, fotografías, y películas sobre automóviles de todo el mundo y está afiliado al British Motorcycle Charitable Trust.
Una exhibición de vehículos de James Bond apareció en 2012.
La exhibición "On Screen Cars" muestra una serie de automóviles que han aparecido en televisión y cine, incluyendo el Reliant Regal de Del Boy tal como se presentó en la comedia de la BBC Only Fools and Horses, y el Mini verde lima de Mr. Bean.
Por su parte, la exhibición World of "Top Gear" muestra automóviles creados por los presentadores del programa Top Gear, Jeremy Clarkson, Richard Hammond y James May.
El museo además alberga una colección del famoso emblema del radiador de los automóviles Rolls-Royce, El espíritu del Éxtasis, también conocido como la Dama Voladora. La colección incluye The Whisper, una estatuilla encargada por John Douglas-Scott-Montagu, segundo Barón Montagu, a su amigo Charles Robinson Sykes, que esculpió una figura personal para el capó de su Rolls-Royce Silver Ghost. Sykes originalmente creó una figurita de una modelo femenina, Eleanor Thornton, en albornoz, que está presionando un dedo contra sus labios, para simbolizar el secreto del amor entre John y Eleanor, su secretaria. La estatuilla fue llamada consecuentemente "El Susurro".
Entre las atracciones adicionales se incluyen el monorrail del museo, recorridos en un antiguo autobús, parque infantil, restaurante y una parte sustancial del Palace House y de sus terrenos, incluido la Abadía de Beaulieu, parcialmente en ruinas. Entre los edificios del monasterio que se han conservado están la domus (ahora utilizada para funciones y exposiciones), y el refectorio, que se usa como iglesia parroquial.

## Atracciones en Beaulieu
El Museo Nacional del Motor es una de las muchas atracciones en la finca de Lord Montagu en Beaulieu, que se comercializan conjuntamente como "Beaulieu". Un boleto de admisión incluye las siguientes atracciones:
- Abadía de Beaulieu
- Museo Nacional del Motor
- Beaulieu Palace House
- Mundo de Top Gear
- Secret Army Exhibition: una exposición sobre el entrenamiento de los miembros de la Dirección de Operaciones Especiales (SOE) en Beaulieu durante la Segunda Guerra Mundial
- Jardines
- Monorrail del Museo